# Song Weilong
Song Weilong (cinese tradizionale: 宋威龍; cinese semplificato: 宋威龙; pinyin: Sòng Wēilóng; Dalian, 25 marzo 1999) è un attore e modello cinese, conosciuto a livello internazionale soprattutto per la sua partecipazione alla serie storico-drammatica Untouchable Lovers (2018).
In patria, è conosciuto principalmente per il ruoli di Yuan Song in Find Yourself e di Ling Xiao in Go Ahead, entrambe serie televisive andate in onda sui canali nazionali cinesi nel 2020.

## Biografia
Nato nella provincia del Liaoning, Song ha due sorelle maggiori (un fatto relativamente poco comune in Cina a causa della politica del figlio unico). Essendosi appassionato in giovane età alle arti marziali dopo aver visto la pellicola d'azione di Jet Li La leggenda del drago rosso, si è iscritto alla scuola shaolin Taogu nella provincia dell'Henan per studiare il wushu.

### Carriera
Song Weilong ha firmato il primo contratto come attore nel 2015, con l'agenzia Yu Zheng Studio. Le sue prime apparizioni televisive sono state nel varietà Run for Time e nel talk show Day Day Up, che l'hanno messo per la prima volta sul radar del pubblico nazionale.
Nel 2016 l'attore ha esordito sui piccoli schermi in patria, con la serie televisiva fantasy Demon Girl II. Lo stesso anno, ha partecipato alla produzione cinese/sudcoreana Catman e alla pellicola giovanile Passage of My Youth, prodotta dal cineasta hongkonghese Cheung Ka-fai.
Nel 2017, Song ha partecipato alla serie romantica fantasy Long For You, adattata dal manhua The Distance of Light Between You and Me. La serie ha raggiunto il record di 1 miliardo di visualizzazioni durante il primo mese di trasmissione ed è stata seguita dalla partecipazione al melodramma romantico giovanile Beautiful Reborn Flower, tratto dal romanzo omonimo di Anni Baobei, in cui Song ha avuto il ruolo del co-protagonista al fianco di Lin Yun.
Nel 2018 l'attore ha esordito anche sui piccoli schermi internazionali, interpretando il co-protagonista della serie storica Untouchable Lovers insieme a Guan Xiaotong. La serie è stata distribuita internazionalmente sulla piattaforma di streaming Rakuten Viki, con sottotitoli in italiano. Lo stesso anno ha preso parte anche alla pellicola fantascientifica Dream Breaker.
Il 2019 ha visto l'attore partecipare alla pellicola romantica giovanile Love The Way You Are, per la quale ha vinto il premio come "Miglior Esordiente" alla cerimonia China Movie Channel Media Awards. Nello stesso anno, l'attore ha fatto la sua prima apparizione della lista dei "30 under 30" (i 30 personaggi pubblici sotto i 30 anni più influenti nel loro campo) di Forbes Cina.
Infine, nel 2020, l'attore ha partecipato alla serie commedia romantica Find Yourself, al fianco di Victoria Song, seguita dalla serie romantica storica In a Class of Her Own e dalla commedia familiare Go Ahead. Nello stesso anno è stato inserito al quarantacinquesimo posto nella lista dei 100 VIP più influenti di Forbes Cina.

### Filantropia
Il 19 marzo 2016, Song ha partecipato all'evento di beneficenza "Green Bicycle Tour", tenutosi a Chengdu, in qualità di ambasciatore giovanile. L'evento, sponsorizzato dal marchio di skincare coreano Innisfree, ha visto l'attore diventare anche portavoce della nuova collaborazione tra Innisfree e il brand Yongjiu per la creazione di una nuova bicicletta da strada.

## Filmografia

### Cinema
| Anno | Titolo internazionale | Titolo cinese    | Ruolo        | Note   |
| ---- | --------------------- | ---------------- | ------------ | ------ |
| 2018 | Dream Breaker         | 破梦游戏之不醒城 | Nan Ji       | [ 17 ] |
| 2019 | Love The Way You Are  | 我的青春都是你   | Fang Yuke    | [ 18 ] |
| 2020 | Passage of My Youth   | 岁月忽已暮       | Jiang Hai    | [ 12 ] |
| TBA  | Catman                | 我爱喵星人       | Miao Xingren | [ 11 ] |

### Televisione
| Anno | Titolo internazionale      | Titolo cinese    | Ruolo         | Rete televisiva | Note   |
| ---- | -------------------------- | ---------------- | ------------- | --------------- | ------ |
| 2016 | Demon Girl II              | 半妖倾城 Ⅱ       | Ying Long     | Mango TV        | [ 10 ] |
| 2017 | Long For You               | 我与你的光年距离 | Gu Shiyi      | LeTV            | [ 13 ] |
| 2018 | Untouchable Lovers         | 凤囚凰           | Rong Zhi      | Hunan TV        | [ 16 ] |
| 2020 | Find Yourself              | 下一站是幸福     | Yuan Song     | Hunan TV        | [ 2 ]  |
| 2020 | Beautiful Reborn Flower    | 彼岸花           | Lin Heping    | iQiyi, Tencent  | [ 15 ] |
| 2020 | In a Class of Her Own      | 漂亮书生         | Feng Chengjun | iQiyi           | [ 21 ] |
| 2020 | Go Ahead                   | 以家人之名       | Ling Xiao     | Hunan TV        | [ 3 ]  |
| 2021 | The Society of Four Leaves | 张公案           | Zhang Ping    | Tencent         |        |
| 2022 | Comic Girl Romance         | 月刊少女         | Lu Yeqi       | iQiyi           |        |

## Discografia
| Anno | Titolo internazionale                   | Titolo cinese  | Album | Note   |
| ---- | --------------------------------------- | -------------- | ----- | ------ |
| 2020 | "Heart Warms Heart Equals to the World" | 心暖心等于世界 |       | [ 25 ] |

## Riconoscimenti
| Anno | Cerimonia                                      | Categoria                               | Opera                | Risultato       | Note            |
| ---- | ---------------------------------------------- | --------------------------------------- | -------------------- | --------------- | --------------- |
| 2017 | OK! The Style Awards                           | Premio al Nuovo Idol della Moda         |                      | Vincitore/trice | [ 26 ]          |
| 2017 | Quattordicesimi Esquire Man At His Best Awards | Esordiente dell'Anno                    |                      | Vincitore/trice | [ 27 ]          |
| 2017 | Undicesimi Tencent Video Star Awards           | Artista Esordiente (Maschile) dell'Anno |                      | Vincitore/trice | [ 28 ]          |
| 2017 | Ventiquattresima Cerimonia Cosmo Beauty        | Idol di Bellezza dell'Anno              |                      | Vincitore/trice | [ 29 ]          |
| 2017 | Men's UNO YOUNG Awards                         | Idol più promettente                    |                      | Vincitore/trice | [ senza fonte ] |
| 2019 | China Movie Channel Media Awards               | Miglior Attore Esordiente               | Love The Way You Are | Vincitore/trice | [ 19 ]          |
| 2020 | Settima Cerimonia Actors of China Award        | Miglior attore (in una web serie)       |                      | In attesa       | [ 30 ]          |